# Institut Català Internacional per la Pau
L'ICIP (Institut Català Internacional per la Pau) fou creat pel Parlament de Catalunya a finals del 2007. Si bé és de caràcter institucional, és independent del Govern i les entitats privades, i està dotat d'una personalitat jurídica pròpia. El 1999 la Fundació per la Pau va proposar als partits polítics la creació d'un institut de promoció de la pau de caràcter institucional. Però no fou fins al 2003 amb l'aprovació de la Llei de Foment de la Pau, quan s'impulsa ja de forma definitiva la creació de l'Institut.
La finalitat bàsica de l'ICIP és promoure la cultura de la pau a Catalunya i al món, promoure la resolució pacífica i la transformació dels conflictes i fer que Catalunya tingui un paper actiu com a agent de pau. Estableix que ha de prestar serveis i articular respostes a la ciutadania, al moviment per la pau, al món acadèmic i a les administracions públiques, mitjançant la col·laboració i l’organització d'activitats com la recerca sobre pau, la docència, la transferència de coneixements, la difusió, la sensibilització i la intervenció en el terreny.

## Premi ICIP Construcció de Pau
El 2011 l'Institut va iniciar la concessió del Premi ICIP Construcció de Pau:
- 2011: Pepe Beúnza, el primer objector de consciència polític de l'Estat espanyol.
- 2012: Mares de Soacha (Luz Marina Bernal, Carmenza Gómez, Maria Sanabria, Melida Bermúdez i Lucero Carmona). Soacha és una localitat propera a Bogotà. Concedit per la seva lluita contra unes accions paramilitars al seu país.[3]
- 2013: Jovan Divjak, el general bosnià que va organitzar la defensa de Sarajevo durant el setge que va durar 1200 dies entre 1992 i 1995.
- 2014: Lliga Internacional de Dones per la Pau i la Llibertat (WILPF, en les sigles en anglès), per la seva trajectòria centenària en el treball de dones per la pau, el compromís amb el desarmament, la defensa dels drets humans i la persistència per tal d’aconseguir el reconeixement del paper de les dones en la construcció de pau.
- 2015: Joan Botam i Casals, per la tasca del pare caputxí en favor de la pau i en la defensa del diàleg interreligiós.[4][5]
- 2016: Brigades Internacionals per la Pau.[6]
- 2017: Arcadi Oliveres, en reconeixement el seu compromís i incansable dedicació amb la promoció de la pau, la justícia social, els drets humans i el desarmament.[7]
- 2018: Cauce Ciudadano, pel treball de l'entitat mexicana en la prevenció i creació d’oportunitats per a joves en contextos molt marcats per la violència.[8]
- 2019: Col·lectiu de Famílies de Persones Desaparegudes a Algèria (CDFA).[9]
- 2020: Julienne Lusenge, activista pels drets humans, la pau i la seguretat a la República Democràtica del Congo.[10]
- 2022: El teixit associatiu en favor de la pau al País Basc.[11]
- 2023: Dones víctimes de la guerra i Infants oblidats de la guerra de Bòsnia.[12]